# Kloster Windsheim
Kloster Windsheim  ist ein ehemaliges Kloster der Augustiner-Eremiten in Bad Windsheim in Bayern in der Diözese Bamberg.

## Geschichte
Das St. Augustinus geweihte Kloster wurde 1291 gegründet durch die bei Illesheim ansässige ritterliche Familie der Gailinger (Albrecht der Gailing). 1525 übergaben die Augustiner das Kloster mit sämtlichen Besitzungen an den Rat der Stadt Windsheim. 1592 wurde die baufällige Kirche abgebrochen. 1713 ließ die Stadt die Klostergebäude beseitigen.